# 古斯塔夫·斯文松 (1882年)
古斯塔夫·斯文松（瑞典語：Gustaf Svensson，1882年3月17日—1950年7月13日），瑞典男子帆船运动员。他曾代表瑞典参加1920年夏季奥林匹克运动会帆船比赛，获得40平方米级银牌。